# جايسون يونغ (لاعب كريكت)
جايسون يونغ (22 يوليو 1979 بهراري في زيمبابوي - ) (بالإنجليزية: Jason Young)‏ هو لاعب كريكت زيمبابوي.

## وصلات خارجية
- جايسون يونغ على موقع إي آس بي آن كريك إنفو (الإنجليزية)